# Менераде
Менераде (рум. Mănărade) — село у повіті Алба в Румунії. Адміністративно підпорядковане місту Блаж.
Село розташоване на відстані 252 км на північний захід від Бухареста, 30 км на схід від Алба-Юлії, 76 км на південь від Клуж-Напоки, 137 км на північний захід від Брашова.

## Населення
За даними перепису населення 2002 року у селі проживали 982 особи. Рідною мовою 977 осіб (99,5%) назвали румунську.
Національний склад населення села:
| Національність | Кількість осіб | Відсоток |
| -------------- | -------------- | -------- |
| румуни         | 895            | 91,1%    |
| цигани         | 82             | 8,4%     |